# Pont Bisantis
Le Pont Bisantis est un viaduc qui franchit le fleuve côtier Fiumarella à hauteur de l'agglomération de Catanzaro (en Calabre, Italie). Il fut conçu par Riccardo Morandi. Il doit son nom à Fausto Bisantis, un illustre homme politique.

## Historique
Pendant la période de la construction des autoroutes, dans les années 1960, la réalisation d'un tel ouvrage apparut nécessaire pour la desserte routière de Catanzaro, ville au relief particulièrement accidenté. On décida d’y construire un pont. Il fut ouvert en 1962. Il était, à cette époque, le plus grand viaduc d’Europe.
En 2001, à l'occasion de l’inauguration de l'illumination de la structure, il a été dédié à la mémoire de Fausto Bisantis, un éminent citoyen de Catanzaro et sénateur de la République italienne.
Il est l'un des trois hauts ponts de la ville à franchir la vallée du fleuve Fiumarella avec le viaduc de Fiumarella et le viaduc de Musofalo, achevé en 2006,.

## Dimensions
- Longueur : 468 mètres
- Hauteur : 110 mètres